# Villini
Villini – plemię muchówek z podrzędu krótkoczułkich, rodziny bujankowatych i podrodziny Exoprosopinae.
Muchówki o ciele długości od 4 do 17 mm. Głowa ich wyposażona jest zwykle w krótki ryjek o mięsistym labellum, ale niekiedy bywa on dłuższy od reszty głowy. Szeroko rozstawione czułki cechują się trzecim członem o bulwiastym, rzadziej stożkowatym kształcie, zwieńczonym aristą. Łuseczki tułowiowe i skrzydłowe są wąskie. Na śródpleczu i metapleurach obecne są kępki owłosienia. Skrzydła posiadają od dwóch do trzech komórek submarginalnych i zwykle mają dobrze rozwinięte grzebienie kostalne. Odnóża rzadko wyposażone są w przylgi.
Plemię to rozprzestrzenione jest kosmopolitycznie.
Takson ten wprowadzony został w 1972 roku przez Franka M. Hulla. W tej samej publikacji wprowadził on plemię Villoestrini, jednak współcześnie rodzaj Villoestrus włączany jest w skład plemienia Villini.
Do plemienia tego zalicza się 31 opisanych rodzajów:

- Astrophanes Osten-Sacken, 1886
- Caecanthrax Greathead, 1981
- Chrysanthrax Osten-Sacken, 1886
- Cyananthrax Painter, 1959
- Deusopora Hull, 1971
- Diochanthrax Hall, 1975
- Dipalta Osten-Sacken, 1877
- Diplocampta Schiner, 1868
- Exechohypopion Evenhuis, 1991
- Exhyalanthrax Becker, 1916
- Hemipenthes Loew, 1869 – drogosz, żałobnica
- Laminanthrax Greathead, 1967
- Lepidanthrax Osten Sacken, 1886
- Mancia Coquillett, 1886
- Marleyimyia Hesse, 1956
- Neodiplocampta Curran, 1934
- Oestranthrax Bezzi, 1921
- Oestrimyza Hull, 1973
- Pachyanthrax François, 1964
- Paradiplocampta Hall, 1975
- Paranthrax Bigot, 1876
- Paravilla Painter, 1933
- Poecilanthrax Osten Sacken, 1886
- Rhynchanthrax Painter, 1933
- Stonyx Osten-Sacken, 1886
- Synthesia Bezzi, 1921
- Thyridanthrax Osten Sacken, 1886
- Veribubo Evenhuis, 1978
- †Verrallites Cockerell, 1913
- Villa Lioy, 1864 – słońcówka
- Villoestrus Paramonov, 1931